# Tjitske Siderius
Tjitske Siderius (Groenlo, 24 de septiembre de 1981) es una política neerlandesa que actualmente ocupa un escaño en la Segunda Cámara de los Estados Generales para el período legislativo 2012-2017 por el Partido Socialista (Países Bajos). Entre 2006 y 2014 fue miembro del concejo de Zwolle.